# Campeonato Profesional Interandino 1966
El Campeonato Profesional Interandino 1966, más conocida como la Copa Interandina 1966 fue la 13.ª edición de los campeonatos profesionales de Pichincha, y la 7.ª temporada desde que se renombró a Copa interandina, dicho torneo fue auspiciado por la Asociación de Fútbol No Amateur de Pichincha (AFNA), para este torneo se daría 6 cupos para el Campeonato Ecuatoriano de Fútbol 1966. El campeón de este torneo fue el conjunto de LDU(Q) volvería a alzarse con el campeonato tras 4 años de sequía ya que su último título lo conquistó en 1961, tras una 1ª etapa floja el conjunto albo mejoraría en las 2 siguientes etapas y dándose el campeonato a su favor tras finalizar en la última fecha de la 3ª etapa con un empate a cero goles ante su inmediato perseguidor el América de Quito que definía el título en esa instancia. el campeón defensor que era la Univ.Católica terminaría en el 4° puesto de la tabla general tras su regular campaña, mientras que El Nacional terminaría en el 3° lugar, el equipo más goleador de la competición fue la Univ.Católica con 31 goles a favor, mientras el equipo menos anotador fue el Aucas con 19 goles, en cambio el que equipo que menos goles recibió en contra fue LDU(Q) que recibió 15 goles en contra y el que más recibió fue el Dep.Quito con 35 goles. En el caso del ascenso subiria la escuadra de San Lorenzo (LV), mientras que en el descenso tal como se dijo en la sesión de AFNA, en la temporada pasada los que descenderían serían los equipos con menor puntaje acumulado entre los torneos de Campeonato Profesional Interandino 1965 e 1966 de los cuales fueron los conjuntos de Aucas y Dep.Quito que perderían por primera vez la categoría en el fútbol profesional.
LDU(Q) se coronó campeón del Campeonato Profesional Interandino por quinta vez mientras que América de Quito obtendría su segundo subcampeonato

## Formato del Torneo
El campeonato Profesional se jugara con el formato de 3 etapas y será de la siguiente manera:
Primera Etapa
Se jugara un todos contra todos entre los 6 participantes del torneo en partidos de ida dando un total de 7 fechas.
Segunda Etapa
Nuevamente se jugara un todos contra todos entre los 6 participantes del torneo en partidos de ida dando un total de 7 fechas.
Tercera Etapa
Para la tercera etapa se jugara como las dos etapas anteriores entre los 7 participantes del torneo en partidos de ida dando un total de 7 fechas, para definir al campeón y a los clasificados al Campeonato Ecuatoriano de Fútbol 1966 se lo daría por medio de la tabla acumulada dando entre las 3 etapas un total de 21 fechas.

## Sedes
| Quito              |
| ------------------ |
| Olímpico Atahualpa |
| Capacidad: 38 500  |
|                    |

## Equipos participantes
Estos fueron los 7 equipos que participaron en la Copa Interandina de 1966.
| Equipos participantes | Equipos participantes | Equipos participantes | Equipos participantes |
| --------------------- | --------------------- | --------------------- | --------------------- |
| Aucas                 | Dep.Quito             | LDU(Q)                | Univ.Católica         |
| América de Quito      | El Nacional           | Politécnico           |                       |

## Primera Etapa

### Partidos y resultados
| Fecha 1          | Fecha 1   | Fecha 1          |
| Equipo Local     | Resultado | Equipo Visitante |
| ---------------- | --------- | ---------------- |
| Politécnico      | 3-0       | Dep.Quito        |
| Aucas            | 1-1       | Univ.Católica    |
| América de Quito | 1-1       | El Nacional      |

| Fecha 2       | Fecha 2   | Fecha 2          |
| Equipo Local  | Resultado | Equipo Visitante |
| ------------- | --------- | ---------------- |
| Dep.Quito     | 1-1       | LDU(Q)           |
| Aucas         | 1-0       | Politécnico      |
| univ.Católica | 0-1       | El Nacional      |

| Fecha 3          | Fecha 3   | Fecha 3          |
| Equipo Local     | Resultado | Equipo Visitante |
| ---------------- | --------- | ---------------- |
| El Nacional      | 1-1       | Politécnico      |
| América de Quito | 1-1       | Dep.Quito        |
| Aucas            | 0-2       | LDU(Q)           |

| Fecha 4          | Fecha 4   | Fecha 4          |
| Equipo Local     | Resultado | Equipo Visitante |
| ---------------- | --------- | ---------------- |
| América de Quito | 1-0       | LDU(Q)           |
| Dep.Quito        | 1-1       | Univ.Católica    |
| El Nacional      | 4-2       | Aucas            |

| Fecha 5          | Fecha 5   | Fecha 5          |
| Equipo Local     | Resultado | Equipo Visitante |
| ---------------- | --------- | ---------------- |
| Dep.Quito        | 4-1       | Aucas            |
| Politécnico      | 2-0       | LDU(Q)           |
| América de Quito | 1-0       | Univ.Católica    |

| Fecha 6      | Fecha 6   | Fecha 6          |
| Equipo Local | Resultado | Equipo Visitante |
| ------------ | --------- | ---------------- |
| LDU(Q)       | 2-3       | Univ.Católica    |
| Politécnico  | 2-3       | América de Quito |
| Dep.Quito    | 1-2       | El Nacional      |

| Fecha 7      | Fecha 7   | Fecha 7          |
| Equipo Local | Resultado | Equipo Visitante |
| ------------ | --------- | ---------------- |
| Aucas        | 1-1       | América de Quito |
| LDU(Q)       | 2-2       | El Nacional      |
| Politécnico  | 1-3       | Univ.Católica    |

### Tabla de posiciones
|  |  |    | Equipo           | PJ | PG | PE | PP | GF | GC | DG | PTS |
|  |  | -- | ---------------- | -- | -- | -- | -- | -- | -- | -- | --- |
|  |  | 1. | El Nacional      | 6  | 3  | 3  | 0  | 11 | 7  | +4 | 9   |
|  |  | 2. | América de Quito | 6  | 3  | 3  | 0  | 8  | 5  | +3 | 9   |
|  |  | 3. | Univ.Católica    | 6  | 3  | 3  | 0  | 8  | 7  | +1 | 9   |
|  |  | 4. | Dep.Quito        | 6  | 1  | 3  | 2  | 8  | 9  | -1 | 6   |
|  |  | 5. | Politécnico      | 6  | 2  | 1  | 3  | 9  | 8  | +1 | 5   |
|  |  | 6. | LDU(Q)           | 6  | 1  | 2  | 3  | 7  | 9  | -2 | 4   |
|  |  | 7. | Aucas            | 6  | 1  | 2  | 3  | 6  | 12 | -6 | 4   |

Pts = Puntos; PJ = Partidos jugados; G = Partidos ganados; E = Partidos empatados; P = Partidos perdidos; GF = Goles a favor; GC = Goles en contra; Dif = Diferencia de gol

## Segunda Etapa

### Partidos y resultados
| Fecha 1       | Fecha 1   | Fecha 1          |
| Equipo Local  | Resultado | Equipo Visitante |
| ------------- | --------- | ---------------- |
| Dep.Quito     | 2-2       | Politécnico      |
| Univ.Católica | 1-0       | Aucas            |
| El Nacional   | 1-2       | América de Quito |

| Fecha 2      | Fecha 2   | Fecha 2          |
| Equipo Local | Resultado | Equipo Visitante |
| ------------ | --------- | ---------------- |
| LDU(Q)       | 2-1       | Dep.Quito        |
| Politécnico  | 3-2       | Aucas            |
| El Nacional  | 4-3       | Univ.Católica    |

| Fecha 3      | Fecha 3   | Fecha 3          |
| Equipo Local | Resultado | Equipo Visitante |
| ------------ | --------- | ---------------- |
| Dep.Quito    | 1-1       | América de Quito |
| LDU(Q)       | 2-1       | Aucas            |
| El Nacional  | 2-1       | Politécnico      |

| Fecha 4       | Fecha 4   | Fecha 4          |
| Equipo Local  | Resultado | Equipo Visitante |
| ------------- | --------- | ---------------- |
| LDU(Q)        | 2-0       | América de Quito |
| Univ.Católica | 0-1       | Dep.Quito        |
| Aucas         | 0-1       | El Nacional      |

| Fecha 5       | Fecha 5   | Fecha 5          |
| Equipo Local  | Resultado | Equipo Visitante |
| ------------- | --------- | ---------------- |
| Aucas         | 1-0       | Dep.Quito        |
| LDU(Q)        | 2-1       | Politécnico      |
| Univ.Católica | 1-2       | América de Quito |

| Fecha 6          | Fecha 6   | Fecha 6          |
| Equipo Local     | Resultado | Equipo Visitante |
| ---------------- | --------- | ---------------- |
| Univ.Católica    | 1-2       | LDU(Q)           |
| América de Quito | 2-2       | Politécnico      |
| El Nacional      | 3-2       | Dep.Quito        |

| Fecha 7       | Fecha 7   | Fecha 7          |
| Equipo Local  | Resultado | Equipo Visitante |
| ------------- | --------- | ---------------- |
| Aucas         | 2-3       | América de Quito |
| Univ.Católica | 4-1       | Politécnico      |
| El Nacional   | 1-2       | LDU(Q)           |

### Tabla de posiciones
|  |  |    | Equipo           | PJ | PG | PE | PP | GF | GC | DG | PTS |
|  |  | -- | ---------------- | -- | -- | -- | -- | -- | -- | -- | --- |
|  |  | 1. | LDU(Q)           | 6  | 6  | 0  | 0  | 12 | 5  | +7 | 12  |
|  |  | 2. | El Nacional      | 6  | 4  | 0  | 2  | 12 | 10 | +2 | 8   |
|  |  | 3. | América de Quito | 6  | 3  | 2  | 1  | 10 | 9  | +1 | 8   |
|  |  | 4. | Univ.Católica    | 6  | 2  | 0  | 4  | 10 | 10 | 0  | 4   |
|  |  | 5. | Dep.Quito        | 6  | 1  | 2  | 3  | 7  | 9  | -2 | 4   |
|  |  | 6. | Politécnico      | 6  | 1  | 2  | 3  | 10 | 14 | -4 | 4   |
|  |  | 7. | Aucas            | 6  | 1  | 0  | 5  | 6  | 10 | -4 | 2   |

Pts = Puntos; PJ = Partidos jugados; G = Partidos ganados; E = Partidos empatados; P = Partidos perdidos; GF = Goles a favor; GC = Goles en contra; Dif = Diferencia de gol

## Tercera Etapa

### Partidos y resultados
| Fecha 1      | Fecha 1   | Fecha 1          |
| Equipo Local | Resultado | Equipo Visitante |
| ------------ | --------- | ---------------- |
| Dep.Quito    | 2-2       | Politécnico      |
| LDU(Q)       | 1-1       | Univ.Católica    |
| Aucas        | 2-2       | El Nacional      |

| Fecha 2          | Fecha 2   | Fecha 2          |
| Equipo Local     | Resultado | Equipo Visitante |
| ---------------- | --------- | ---------------- |
| El Nacional      | 0-4       | Univ.Católica    |
| América de Quito | 2-1       | Dep.Quito        |
| Aucas            | 1-1       | Politécnico      |

| Fecha 3          | Fecha 3   | Fecha 3          |
| Equipo Local     | Resultado | Equipo Visitante |
| ---------------- | --------- | ---------------- |
| América de Quito | 2-2       | Univ.Católica    |
| Dep.Quito        | 1-4       | El Nacional      |
| LDU(Q)           | 0-0       | Politécnico      |

| Fecha 4          | Fecha 4   | Fecha 4          |
| Equipo Local     | Resultado | Equipo Visitante |
| ---------------- | --------- | ---------------- |
| Dep.Quito        | 0-3       | Univ.Católica    |
| América de Quito | 2-2       | Politécnico      |
| Aucas            | 0-0       | LDU(Q)           |

| Fecha 5          | Fecha 5   | Fecha 5          |
| Equipo Local     | Resultado | Equipo Visitante |
| ---------------- | --------- | ---------------- |
| Dep.Quito        | 0-5       | LDU(Q)           |
| Aucas            | 2-2       | Univ.Católica    |
| América de Quito | 0-0       | El Nacional      |

| Fecha 6      | Fecha 6   | Fecha 6          |
| Equipo Local | Resultado | Equipo Visitante |
| ------------ | --------- | ---------------- |
| Politécnico  | 2-1       | Univ.Católica    |
| LDU(Q)       | 2-0       | El Nacional      |
| Aucas        | 1-0       | América de Quito |

| Fecha 7      | Fecha 7   | Fecha 7          |
| Equipo Local | Resultado | Equipo Visitante |
| ------------ | --------- | ---------------- |
| Aucas        | 1-1       | Dep.Quito        |
| Politécnico  | 1-0       | El Nacional      |
| LDU(Q)(C)    | 0-0       | América de Quito |

### Tabla de posiciones
|  |  |    | Equipo           | PJ | PG | PE | PP | GF | GC | DG  | PTS |
|  |  | -- | ---------------- | -- | -- | -- | -- | -- | -- | --- | --- |
|  |  | 1. | LDU(Q)           | 6  | 2  | 4  | 0  | 8  | 1  | +7  | 8   |
|  |  | 2. | Politécnico      | 6  | 2  | 4  | 0  | 8  | 6  | +2  | 8   |
|  |  | 3. | Univ.Católica    | 6  | 2  | 3  | 1  | 13 | 5  | +7  | 7   |
|  |  | 4. | Aucas            | 6  | 1  | 5  | 0  | 7  | 6  | +1  | 7   |
|  |  | 5. | América de Quito | 6  | 1  | 4  | 1  | 6  | 6  | 0   | 6   |
|  |  | 6. | El Nacional      | 6  | 1  | 2  | 3  | 6  | 10 | -4  | 5   |
|  |  | 7. | Dep.Quito        | 6  | 0  | 2  | 4  | 5  | 17 | -12 | 2   |

Pts = Puntos; PJ = Partidos jugados; G = Partidos ganados; E = Partidos empatados; P = Partidos perdidos; GF = Goles a favor; GC = Goles en contra; Dif = Diferencia de gol

### Tabla Acumulada
|  |  |    | Equipo           | PJ | PG | PE | PP | GF | GC | DG  | PTS |
|  |  | -- | ---------------- | -- | -- | -- | -- | -- | -- | --- | --- |
|  |  | 1. | LDU(Q)           | 18 | 9  | 6  | 3  | 27 | 15 | +12 | 24  |
|  |  | 2. | América de Quito | 18 | 7  | 8  | 3  | 24 | 20 | +4  | 22  |
|  |  | 3. | El Nacional      | 18 | 8  | 5  | 5  | 29 | 27 | +2  | 21  |
|  |  | 4. | Univ.Católica    | 18 | 6  | 5  | 7  | 31 | 24 | +7  | 17  |
|  |  | 5. | Politécnico      | 18 | 5  | 7  | 6  | 26 | 28 | -2  | 17  |
|  |  | 6. | Aucas            | 18 | 3  | 7  | 8  | 19 | 28 | -9  | 13  |
|  |  | 7. | Dep.Quito        | 18 | 2  | 6  | 9  | 20 | 35 | -15 | 10  |

Pts = Puntos; PJ = Partidos jugados; G = Partidos ganados; E = Partidos empatados; P = Partidos perdidos; GF = Goles a favor; GC = Goles en contra; Dif = Diferencia de gol
|  | Campeón, clasificó al Campeonato Ecuatoriano de Fútbol 1966.    |
|  | Subcampeón, clasificó al Campeonato Ecuatoriano de Fútbol 1966. |
|  | Clasificó al Campeonato Ecuatoriano de Fútbol 1966.             |

### Tabla de descenso
Tal como se había acordado en el congreso de AFNA de 1965 se decidió que habría descenso para el torneo de 1966 haciendo una sumatoria de los torneos de 1965 y 1966 en la cual los 2 equipos de peor puntaje en ambos torneos serían los descendidos para el Campeonato de Promoción de AFNA 1967 y en la cual los descendidos serían los cuadros del Dep.Quito y Aucas.
|  |  |    | Equipo           | PJ | PG | PE | PP | GF | GC | DG  | PTS |
|  |  | -- | ---------------- | -- | -- | -- | -- | -- | -- | --- | --- |
|  |  | 1. | LDU(Q)           | 36 | 16 | 13 | 7  | 54 | 36 | +18 | 45  |
|  |  | 2. | El Nacional      | 36 | 15 | 12 | 9  | 57 | 48 | +9  | 42  |
|  |  | 3. | Univ.Católica    | 36 | 13 | 12 | 11 | 50 | 41 | +9  | 38  |
|  |  | 4. | Politécnico      | 36 | 8  | 17 | 11 | 55 | 58 | -3  | 33  |
|  |  | 5. | América de Quito | 36 | 13 | 11 | 12 | 53 | 61 | -8  | 37  |
|  |  | 6. | Dep.Quito        | 36 | 6  | 13 | 16 | 46 | 65 | -19 | 25  |
|  |  | 7. | Aucas            | 36 | 10 | 10 | 16 | 41 | 49 | -8  | 20  |

Pts = Puntos; PJ = Partidos jugados; G = Partidos ganados; E = Partidos empatados; P = Partidos perdidos; GF = Goles a favor; GC = Goles en contra; Dif = Diferencia de gol
 Pts=Puntos; PJ=Partidos jugados; G=Partidos ganados; E=Partidos empatados; P=Partidos perdidos; GF=Goles a favor; GC=Goles en contra; Dif=Diferencia de gol; PB=Puntos de Bonificación
|  | Descendió al Campeonato de Promoción de AFNA. |

### Campeón
|                    |
| LDU(Q) 5.to Título |